# ملعب أودي
ملعب أودي هو ملعب متعدد الأغراض في مابوبان، جنوب أفريقيا . تم استخدامه في الغالب لمباريات كرة القدم. يحتوي الملعب على 60 ألف متفرج. كان الملعب الرئيسي لفريق كرة القدم Garankuwa United.

## روابط خارجية
- ملعب أودي في worldstadiums.com